# 5034 Joeharrington
5034 Joeharrington eller 1991 PW10 är en asteroid i huvudbältet som upptäcktes den 7 augusti 1991 av den amerikanske astronomen Henry E. Holt vid Palomarobservatoriet. Den är uppkallad efter Joseph Harrington.
Asteroiden har en diameter på ungefär 4 kilometer.